# Hugh O'Flaherty
Pour les articles homonymes, voir O'Flaherty.
Hugh O’Flaherty (28 février 1898 - 30 octobre 1963) est un homme d’Église irlandais attaché au Saint-Siège de 1925 à 1960. Durant l'occupation de Rome pendant la Seconde Guerre mondiale, il profita de sa position pour sauver entre 4 000 et 6 000 Juifs et soldats alliés.

## Biographie

### Jeunesse
Hugh O’Flaherty naît le 28 février 1898 dans le hameau de Lisrobin, à Kiskeam, dans le comté de Cork (Irlande). Son père est agent de la Police royale irlandaise (Royal Irish Constabulary), à Tra-Lee, jusqu’en 1909, année durant laquelle la famille déménage à Killarney où il est engagé comme régisseur du terrain de golf. Parce qu’il vivait au golf, Hugh a beaucoup pratiqué ce sport et est devenu, à l’adolescence, un compétiteur de bon niveau.
Boursier, il entreprend des études pour devenir enseignant avant d’être admis, en 1918 au collège jésuite Mungret à Limerick pour devenir missionnaire. Il est arrêté, avec des camarades, en 1921 après avoir présenté leurs condoléances à une famille dont les membres avaient été assassinés par des Anglais lors de la guerre d’indépendance irlandaise. Il doit sa libération à l’intervention du directeur du collège Mungret.
On l'envoie achever ses études à Rome en 1922 ; l’évêque du Cap, en Afrique du Sud, Cornelius O’Reilly finance ses études. Cette année-là, Benito Mussolini accède à la tête du gouvernement d’Italie. Hugh O’Flaherty obtient des diplômes de théologie, de divinité, de droit canon et de philosophie.

### Prêtre à Rome
Il est ordonné prêtre le 20 décembre 1925. Il est nommé diplomate du Vatican en Égypte, Haïti, Saint Domingue et Tchécoslovaquie. En 1934, il reçoit le titre honorifique prélat. En plus de ses occupations de prêtre, il est amateur de golf, de handball et est un champion de boxe.

### Seconde Guerre mondiale
Lors de la Seconde Guerre mondiale, sans attendre la permission de ses supérieurs et du pape Pie XII, il organise tout un réseau dans le but de protéger, en utilisant la neutralité du Vatican, les prisonniers de guerre alliés évadés et leur permettre de rejoindre la Suisse. Lorsqu'ils arrivent sains et saufs, il prévient leurs familles par la radio du Vatican.
Quand l’Italie change de camp en 1943, des centaines de prisonniers britanniques sont libérés. Beaucoup d’entre eux, se souvenant du réseau de Hugh O’Flaherty, regagnent Rome pour lui demander de les aider. D’autres contactent l’ambassade irlandaise, la seule ambassade anglophone à être restée ouverte dans Rome durant la guerre. Delia Murphy est de ceux qui aidèrent beaucoup O’Flaherty. D’autres personnes se joignent à lui ; des hommes d’église, des agents travaillant pour la résistance, des communistes etc.
Parmi ses contacts, on compte l’ambassadeur britannique auprès du Saint-Siège, Sir D’Arcy Osborne, et le colonel Sam Derry. Grâce à toutes ces personnes, O’Flaherty sauve de 4 000 à 6 000 personnes de l’exécution ou des camps de la mort, et les loge dans divers appartements, fermes et couvents. Un de ses logements est à côté même du local SS du quartier. Les nazis qui occupent Rome tentent de stopper ces activités de sauvetage et découvrent que cette organisation secrète est dirigée par O’Flaherty. Les SS, sous les ordres de leur chef SS de Rome, le SS-Obersturmbannführer Herbert Kappler, essaient à plusieurs reprises de l’assassiner en dehors du Vatican.
Ils avertissent O’Flaherty qu’il est hors-la-loi en dehors de la limite et qu’il sera immédiatement arrêté s’il est aperçu hors du Vatican. À partir de ce moment, O’Flaherty rencontre ses contacts aux pieds de la basilique Saint-Pierre de Rome. Il n'hésite cependant pas à employer des déguisements lorsqu'il est demandé d’urgence en dehors du Vatican.
Le 27 septembre 1943, les nazis offrent un marché aux responsables juifs de Rome selon lequel ils doivent payer une importante somme d’argent sous forme d’or pour assurer leur sécurité. Hugh O’Flaherty les aide dans cette tâche en organisant une collecte d’or. Cependant, malgré le paiement de la rançon, les nazis commencent les rafles de Juifs pour les envoyer dans les camps de la mort.
Lors de la chute de Rome, O’Flaherty protège la femme et les deux enfants du SS-Obersturmbannführer Herbert Kappler. Sa famille réussit à rejoindre la Suisse alors qu'il est arrêté et condamné à la prison à vie.
Quand les Alliés arrivèrent à Rome, en juin 1944, 3 925 des protégés d'O'Flaherty sont en vie. Hugh O’Flaherty demande et veille à ce que les prisonniers allemands soient traités aussi bien que possible.
Des quelque 9 700 juifs de Rome, 1 007 sont envoyés, pendant l’occupation, à Auschwitz. Les autres sont cachés par l’Église catholique ; 3 000 à Castel Gandolfo, environ 200 à 400 sont embauchés dans la garde suisse du Vatican et 1 500 sont cachés dans des monastères, des couvents ou des collèges. Le reste, 3 700, sont cachés dans des familles.
Parmi les personnes sur qui Hugh O’Flaherty put compter, il y avait des frères originaires de Malte, Egidio Galea (le dernier moine survivant de la guerre, décédé le 2 janvier 2005, âgé de 85 ans), Aurelio Borg, Ugolino Gatt et le frère Robert. Une autre personne qui contribua beaucoup à cette opération fut la veuve Chetta Chevalier, née à Malte, qui accueillit plusieurs réfugiés dans sa maison avec ses enfants. Elle échappa de justesse aux nazis qui avaient découvert ses activités.

### Après-guerre
Après la guerre, O’Flaherty reçoit de nombreuses distinctions dont l'ordre de l’Empire britannique et la médaille de la Liberté américaine avec la palme d’argent. Il refuse la pension que veut lui verser l’Italie en remerciement de tous ses services.
Il visite tous les mois Herbert Kappler dans la prison où il purge une peine à vie. Kappler se convertit au catholicisme en 1959.
En 1960, Hugh O’Flaherty doit retourner en Irlande après avoir été victime d’un malaise durant une messe. Il réside dès lors chez sa sœur Bride Sheehan. C’est là qu'il meurt le 30 octobre 1963 à l’âge de 65 ans. Il est enterré au cimetière de l’église du mémorial de Daniel O’Connell à Cahirciveen.
En 2003, le gouvernement israélien plante un arbre à son honneur à Yad Vashem, Jérusalem. Il existe un bosquet d’arbres portant son nom au Parc National de Killarney.

## Dans la culture
L’histoire de Hugh O’Flaherty et de son réseau durant la guerre a donné lieu à plusieurs ouvrages historiques (non traduits) :
- Lt. Col. Sam I. Derry, The Rome Escape Line (« La ligne d'évasion de Rome »), 1960 ;
- JP Gallagher, Scarlet Pimpernel of The Vatican (« Le Mouron rouge du Vatican ») Coward-McCann, 1967 ;

- Brian Fleming, The Vatican Pimpernel (« Le Mouron du Vatican ») Collins Press, 2008 ;
- Alison Walsh, Hugh O'Flaherty - His Wartime Adventures (« Hugh O'Flaherty – Ses aventures en temps de guerre »), livre pour enfants, Collins Press, 2010 ;
- Stephen Walker, Hide and Seek (« Cache-cache »), Collins, 2011.
- Joseph O’Connor, My Father’s House (« Dans la maison de mon Père »), Rivages, 2024

Le livre Scarlet Pimpernel of The Vatican, de JP Gallagher, a été adapté dans le téléfilm américano-italo-britannique La Pourpre et le Noir de Jerry London (1983). Le personnage de Hugh O’Flaherty y est interprété par Gregory Peck et celui d’Herbert Kappler par Christopher Plummer.